# 射艺
射藝是中国传统的射箭遊戲，由六藝之一的射藝發展而來，在西周已經發展成作為陶冶性情之用。射者沿循特定的程序和动作，用华弓（中國傳統弓）将羽箭射向目标（的）。射箭过程中所必备的姿态、礼仪、心力、修养等。都能充分煅炼射手的身心。
射艺是中国民族体育和艺术的合体，包含了对射者品德、心境和意念励炼的哲学内蕴。它不但要求射手要具有高超的射箭技术，还要求射手在德的指引下，完成身、心和弓箭三者的高度和谐统一，以表达对高尚品德的追求，对力量美与准确美的向往和享受，最终融化成为对真理的追求和崇拜。

## 類別
射技分五種：白矢、剡注、參連、井儀、襄尺。
- 白矢：箭穿靶子而箭頭髮白，表明發矢準確而有力
- 剡註：謂矢發之疾，瞄時短促，上箭即放箭而中
- 參連：前放一矢，後三矢連續而去，矢矢相屬，若連珠之相銜
- 井儀：四矢連貫，皆正中目標
- 襄尺：臣與君射，臣與君並立，讓君一尺而退